# نخستین محاصره آرسوف
نخستین محاصره آرسوف (به انگلیسی: First Siege of Arsuf) در نخستین جنگ صلیبی رخ داد. آرسوف یک شهر باستانی در یهودیه از دوره اواخر روم باستان واقع در یک صخره بالای دریای مدیترانه در حدود ۲۱ مایلی از جنوب قیصریه بود که هم‌اکنون در اسرائیل قرار دارد. این شهر در سال ۶۴۰ توسط مسلمانان سقوط کرد و به پایگاهی برای محافظت در برابر حملات ارتش بیزانس تبدیل شد.
گادفری بوین تلاش کرد تا شهر را در سال ۱۰۹۹ به تصرف خود درآورد اما شکست خورد. حاکمان شهر پیشنهاد تسلیم ریموند سنت گیلس را دادند، اما گادفری خودداری کرد.

## دومین محاصره آرسوف
بالدوین یکم اورشلیم دومین محاصره آرسوف را آغاز کرد که با محاصره زمینی و دریایی در نهایت منجر به تسخیر شهر در ۲۹ آوریل ۱۱۰۲ شد. در سال ۱۱۸۷ آرسوف توسط مسلمانان تسخیر شد اما در ۷ سپتامبر ۱۱۹۱ دوباره توسط صلیبیون پس از نبرد آرسوف که بین نیروهای ریچارد یکم (انگلستان) و صلاح‌الدین ایوبی رخ داد به تسخیر درآمد.